# 赤城川
赤城川（あかぎがわ）は、群馬県沼田市を流れる一級河川利根川水系片品川の第2次支流である 。

## 地理
赤城山の伏流水を源流とし多数の沢を集め薗原ダム下流で片品川と合流する。

## 流域の自治体
群馬県沼田市

## 赤城水源の森
赤城大沼から県道沿いに広がる森林で、赤城水源の森として水源の森百選に指定されている。
| 山岳   | 面積(ha) | 標高(m)    | 人工林(%) | 天然林(%) | 主な樹種                             | 制限林                         | 種類           |
| ------ | -------- | ---------- | --------- | --------- | ------------------------------------ | ------------------------------ | -------------- |
| 赤城山 | 553      | 900～1,800 | 77        | 23        | ブナ・クリ・カラマツ・ミズナラ・モミ | 土砂流出防備保安林、保健保安林 | 流水（赤城川） |

生活環境保全林となっており、遊歩道が整備されている。赤城山へのドライブコースの中にあり多くの行楽客が訪れる。
所在地：群馬県沼田市利根村大字利根字赤城原（データは指定年1995年（平成7年）7月）

## 流域の道路
- 上毛三山パノラマライン

## 主な支流
- 渓流